# George Garbutt
George Garbutt, född 18 juni 1903 i Winnipeg, död 21 september 1967 i Winnipeg, var en kanadensisk ishockeyspelare.
Garbutt blev olympisk guldmedaljör i ishockey vid vinterspelen 1932 i Lake Placid.